# Desert Cultures
Als Desert Cultures, wörtlich übersetzt „Wüstenkulturen“, werden verschiedene indianische Sammlerkulturen der Steppen und Wüsten Nordmexikos und der westlichen USA zusammengefasst. Die Ernährungsgrundlage für diese Völker war die Kleintierjagd sowie die intensive Suche nach essbaren Pflanzen. Später kam es in Ansätzen zur Entwicklung des frühen Pflanzenanbaus (etwa 5000 v. Chr. bis 500 v. Chr.).
Die Desert Cultures waren die Vorgänger der als Formative Kulturen bekannten Völker, die bis in das 1. Jahrhundert in den Rocky Mountains zu finden waren. Diese Völker waren sesshaft und bauten Nutzpflanzen wie Mais, Bohnen und Kartoffeln an. Sie stellen somit kulturell die amerikanische Entsprechung des europäischen Neolithikum (Neusteinzeit) dar.